# Franz Seemann
Franz L. Seemann (* 3. August 1887 in Berlin; † 19. Dezember 1963 in Los Angeles, Vereinigte Staaten) war ein deutscher Architekt und Filmarchitekt der 1920er Jahre.

## Leben und Wirken
Seemann kam nach seiner künstlerischen Ausbildung und dem Kriegsdienst zu Beginn der Weimarer Republik zum Film. In den 1920er Jahren gestaltete er eine Fülle von Filmbauten zu überwiegend zweitrangigen Produktionen. In diesem Jahrzehnt arbeitete er bis zum Ende der Stummfilmzeit u. a. mit den Regisseuren Johannes Guter, Richard Oswald, Ludwig Berger, Viktor Janson, Rudolf Meinert, Constantin J. David, Fred Sauer, Erich Schönfelder, Franz Osten und Richard Eichberg zusammen. Bei der Kurzfilmdokumentation Kopf kalt – Füße warm führte er 1928 überdies auch Regie. Nach der Entführungsgeschichte aus dem Unterweltmilieu „Erpresser“ zog sich Seemann 1929 wieder aus dem Filmgeschäft zurück und arbeitete fortan als Architekt.
Von den Nationalsozialisten als sog. „Volljude“ eingestuft, konnte Franz Seemann ab 1933 in Deutschland nicht mehr weiterarbeiten. Er emigrierte schließlich in die USA, wo er 1955 eingebürgert wurde. Welchen genauen Aktivitäten der in Kalifornien als Franz Seeman lebende Berliner dort nachging, ist nicht bekannt.

## Filmografie
- 1920: Die Frau im Himmel
- 1920: Johannes Goth
- 1920: Maulwürfe
- 1920: Die Tophar-Mumie
- 1921: Der Mord in der Greenstreet
- 1921: Treibende Kraft
- 1921: Der Roman der Christine von Herre
- 1922: Der blinde Passagier
- 1922: Sein ist das Gericht
- 1922: Die Kartenlegerin
- 1923: Der Vagabund
- 1923: Dudu, ein Menschenschicksal
- 1924: Die Bacchantin
- 1925: Das alte Ballhaus (2 Teile)
- 1926: Die Elenden der Straße
- 1926: Die vom Schicksal Verfolgten
- 1926: Der Sieg der Jugend
- 1927: Der König der Mittelstürmer
- 1927: Die glühende Gasse
- 1927: Dr. Bessels Verwandlung
- 1927: Männer vor der Ehe
- 1928: Der Biberpelz
- 1928: Die Dame in Schwarz
- 1928: Kopf kalt – Füße warm (Kurzfilm, auch Regie)
- 1928: Das Girl von der Revue
- 1929: Erpresser